# الحزب الجمهوري التقدمي (الجزائر)
الحزب الجمهوري التقدمي هو حزب سياسي في الجزائر. في انتخابات الجمعية الوطنية الشعبية التي جرت في 17 مايو 2007، على الرغم من فوز الحزب بنسبة 1.42 ٪ من الأصوات إلا أنه لم يحصل على أي مقعد من 389 مقعدا.